# Endoume
Endoume è un quartiere di Marsiglia situato nel VII arrondissement.
Confina a nord con il quartiere di Le Pharo, ad est con Saint Lambert e a sud-est con Bompard. Sul suo territorio si trova il borgo del Vallon des Auffes.

## Monumenti e luoghi d'interesse
- Chiesa di Sant'Eugenio

## Sport
La principale società sportiva del quartiere è l'Union sportive Marseille Endoume Catalans.